# Bade (Oste)
Die Bade ist ein 15,3 Kilometer langer linker Nebenfluss der Oste im niedersächsischen Landkreis Rotenburg (Wümme).

## Name
Der Name leitet sich ab vom Ort Badenstedt, welchem wiederum ein Personennamen Bado zugrunde liegt.

## Geographie

### Verlauf
Sie hat ihre Quelle im Stellingsmoor zwischen Steinfeld und Wehldorf. Von dort durchquert sie das Königsmoor und unterquert die L 132 südwestlich von Brümmerhof. Dann fließt sie nördlich vorbei am Naturschutzgebiet Bullensee und Hemelsmoor und südlich und westlich vorbei am Hügelgräberfeld Steinalkenheide. Sie unterquert die L 133 in Badenstedt, fließt durch Bademühlen und mündet südöstlich von Godenstedt, einem Ortsteil von Seedorf (Samtgemeinde Selsingen), in die Oste. Diese wiederum fließt in die Unterelbe.

## Zustand
Die Bade ist im Oberlauf kritisch belastet (Güteklasse II-III) und im Mittel- und Unterlauf mäßig belastet (Güteklasse II).

## Befahrungsregeln
Zum Schutz, dem Erhalt und der Verbesserung der Fließgewässer als Lebensraum für wild lebende Tiere und Pflanzen erließ der Landkreis Rotenburg (Wümme) 2015 eine Verordnung für sämtliche Fließgewässer. Seitdem ist das Befahren des Flusses von der Quelle bis zur Mündung ganzjährig verboten.